# Kawiarnia Avion
Kawiarnia Avion – historyczny budynek kawiarni, która znajdowała się w Czeskim Cieszynie w latach 1933–1939. Na jej pierwotnym miejscu, w roku 2010, została odbudowana Czytelnia i kawiarnia Avion według projektu Noiva.

## Historia
W roku 1932 żydowska właścicielka Hotelu National, Rosalia Wiesner (1885–1942), postanowiła zbudować nową cukiernię i kawiarnię na rogu Saskiej Kępy i al. Masaryka. Projekt opracował słowacki architekt Michał Maksymilian Scheer (1902-2000), pracę budowlaną przeprowadziła firma Nekvasil. Obiekt został ukończony latem roku 1933. Od roku 1935 kawiarnię wynajmował E. Streck. 1 września 1939, w trakcie wycofywania się wojsk polskich, został wysadzony w powietrze pobliski most graniczny (obecnie Most Przyjaźni). Fala detonacyjna zdemolowała kawiarnię.  W związku z tym, że chodziło o majątek żydowski, niemieckie władze kazały obiekt rozebrać. W roku 1952 spłonął też Hotel National, który również częściowo zdemontowano, a  pozostałości przerobiono na dom mieszkalny. Miejsce, które zajmowała kawiarnia, zostało po wojnie upaństwowione.

### Odbudowa obiektu
W ramach czesko-polskiego projektu Revitalpark 2010 została zrealizowana budowa nowego budynku Czytelni i Kawiarni Avion/Noiva. Propozycję przygotowali architekci Czesław Mendrek oraz Andrea Šacherova. 
Ponieważ znak towarowy AVION był zarejestrowany dla innej Kawiarni Avion, nowy obiekt nosił początkowo nazwę NOIVA. Tekst na szybie kawiarni czytany od wnętrza widniał jako „AVION”. Na mocy uchwały radę miasta budynek został przekazany kierownictwu Biblioteki Miejskiej Czeski Cieszyn pod nazwą Czytelnia i Kawiarnia Literacka Avion. Obsługę zapewniają studenci technikum hotelarstwa, handlowego i poligraficznego w Czeskim Cieszynie. Kawiarnię otworzono 17 czerwca 2010.

### Stolperstein
Przed kawiarnią do bruku został włożony stolperstein (Kamień Pamięci) – mały sześcian betonowy z płytką z mosiądzu, na którym wyryto imię Rosalii Wiesner oraz informację o jej losach. Autorem jest niemiecki artysta Gunter Demnig.

## Galeria

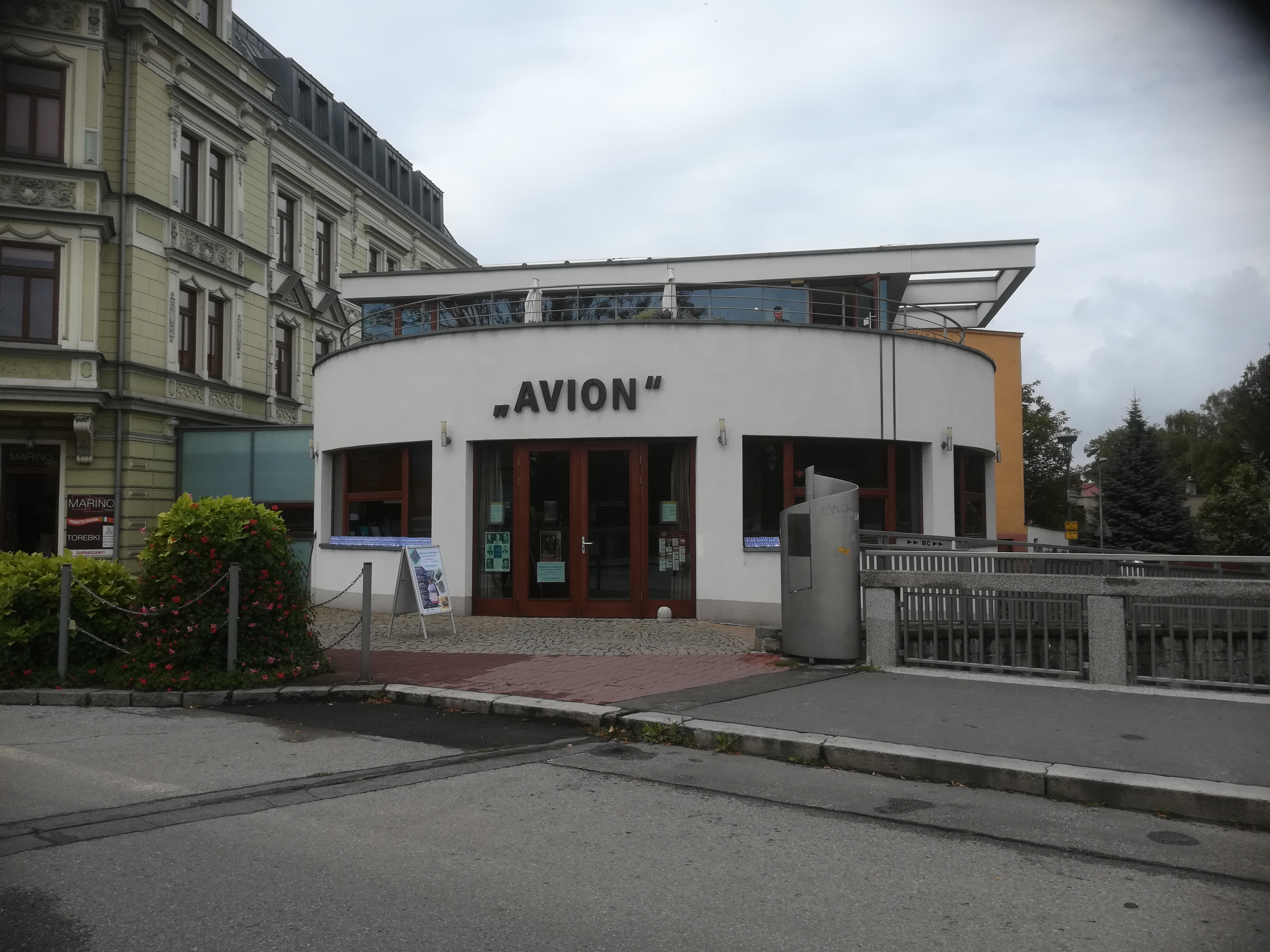
Kawiarnia z widocznym napisem
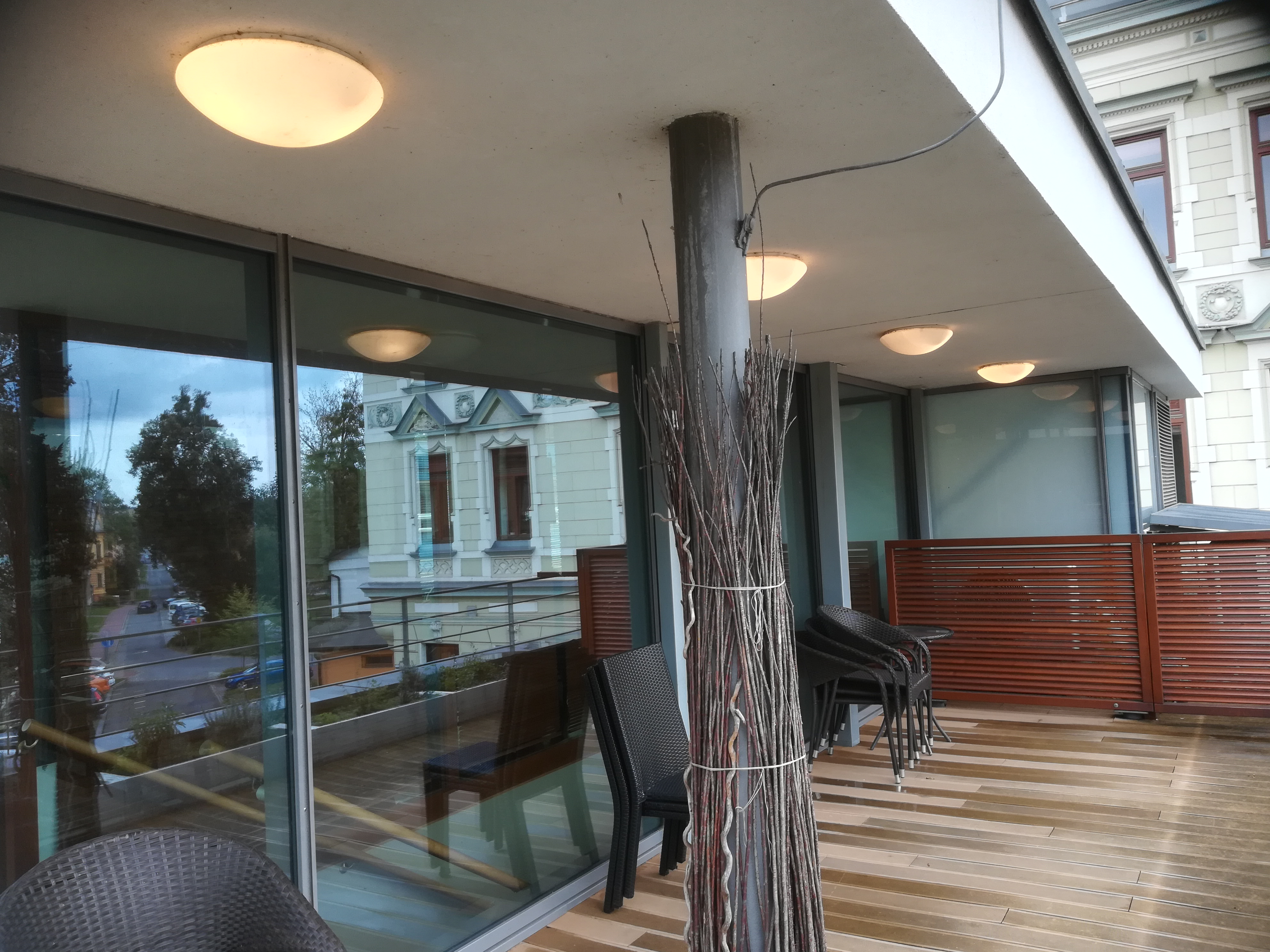
Kawiarnia - ujęcie z boku
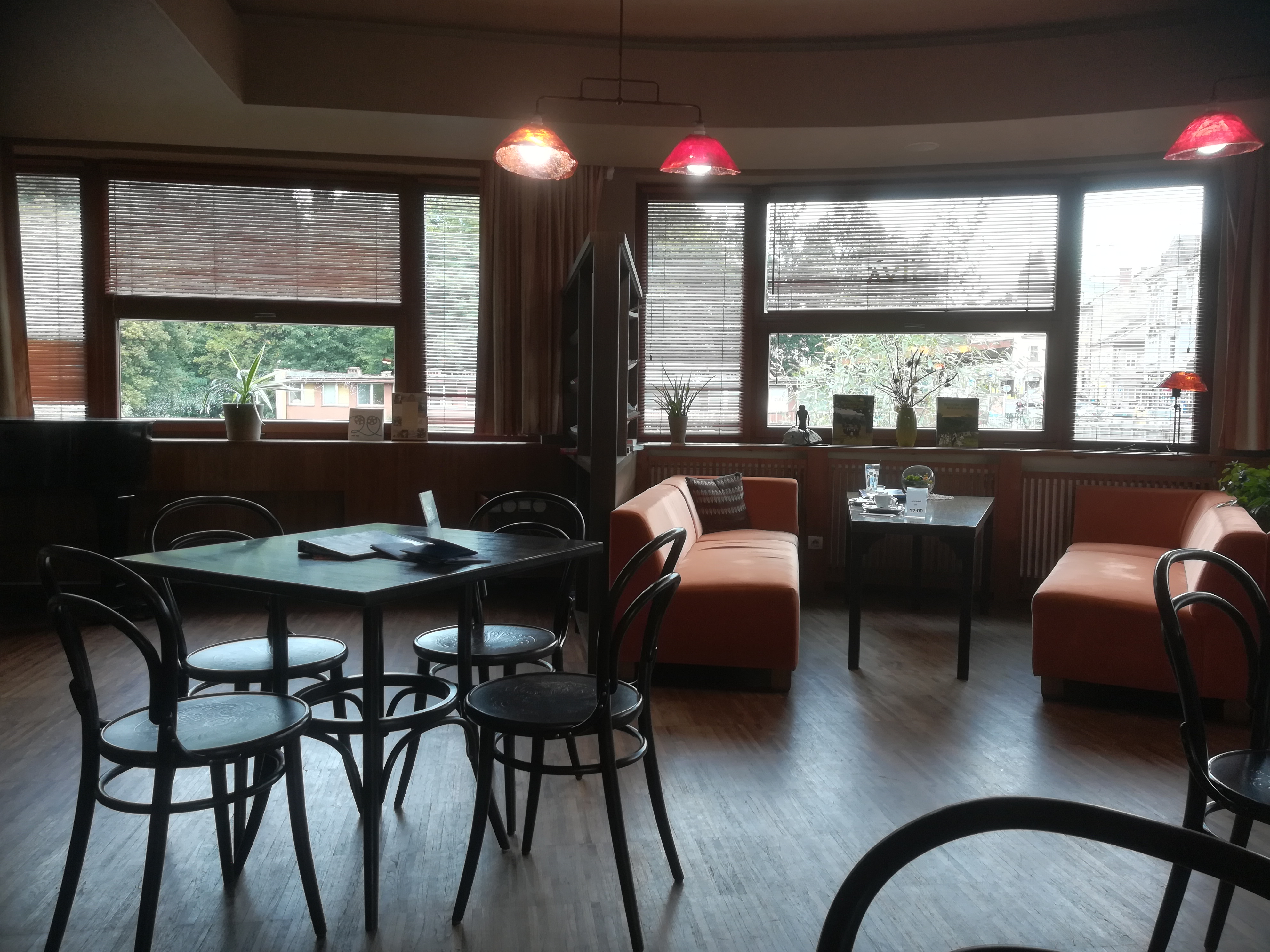
Wnętrze kawiarni
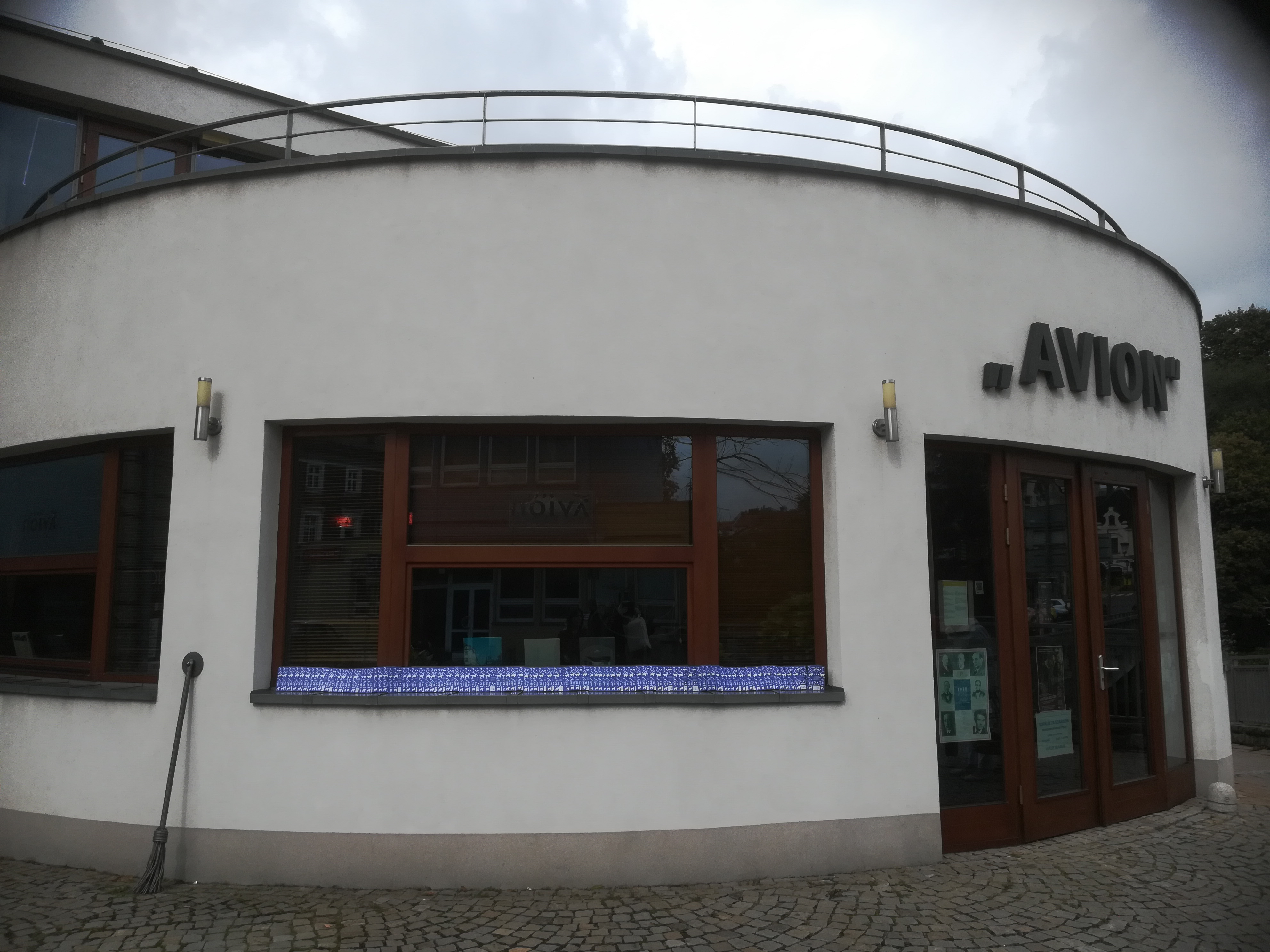
Kawiarnia Avion
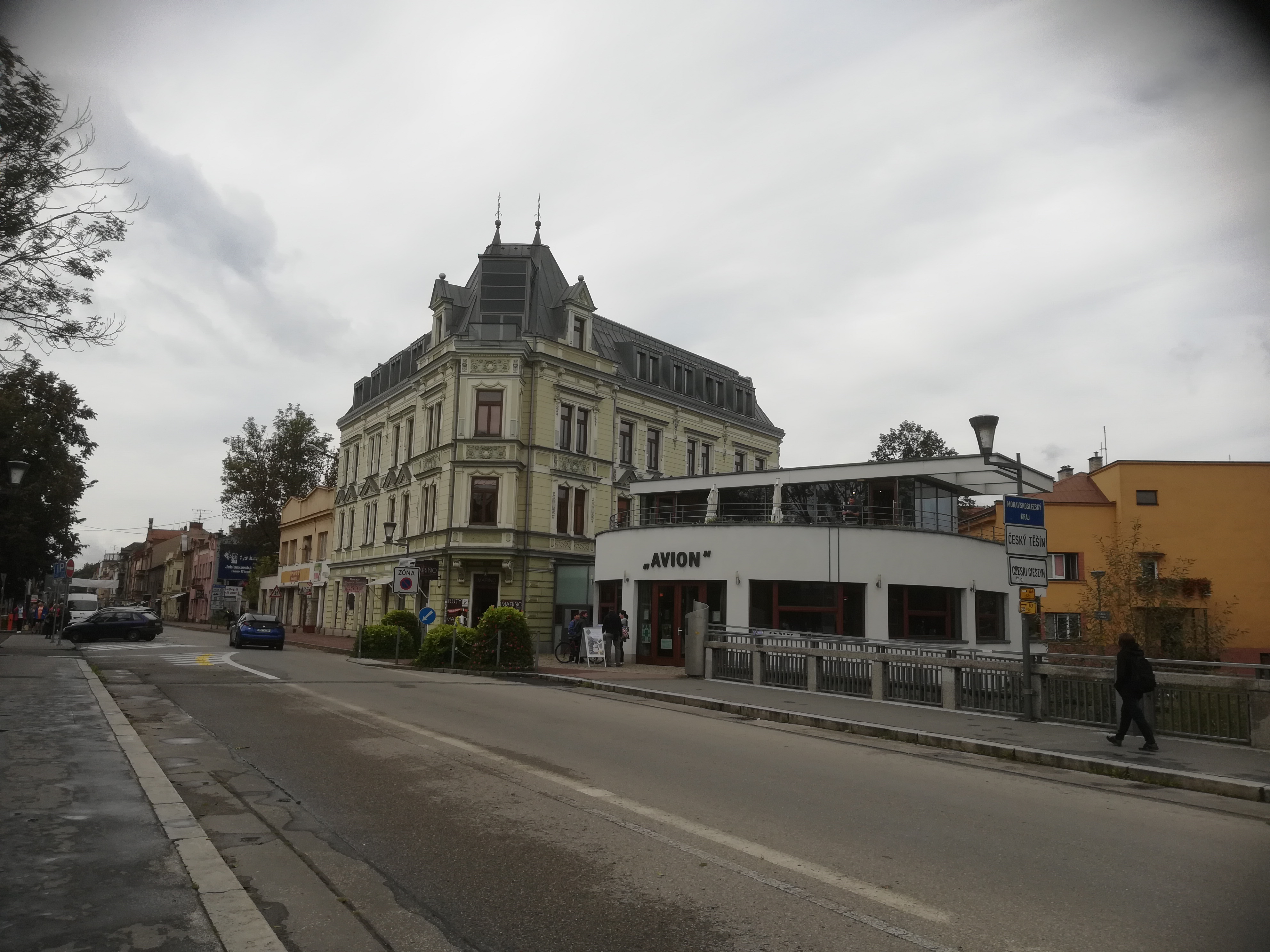
Kawiarnia Avion - widok z Mostu Przyjaźni, na granicy polsko-czeskiej
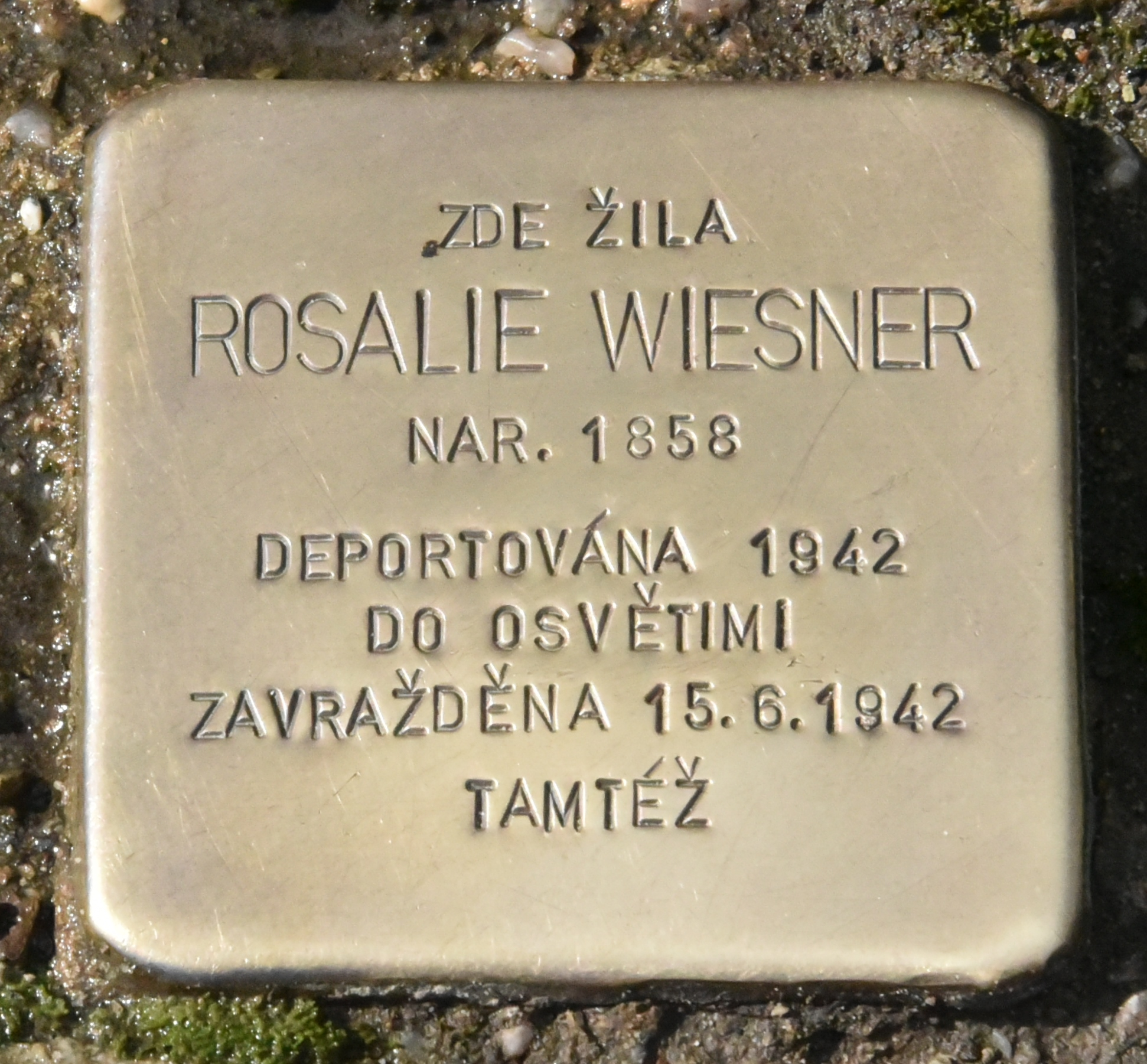
Stolperstein (Kamień Pamięci) przed kawiarnią Avion, poświęcony pierwszej właścicielce obiektu, Rosalii Wiesner